# Marcello Bacciarelli
Marcello Bacciarelli (ennoblecido o blasonado con el escudo de armas del mismo nombre) (Roma, 16 de febrero de 1731 - Varsovia, 5 de enero de 1818) fue un pintor italiano de finales del período Barroco y del neoclasicismo.
Estudió en Roma con Marco Benefial. En 1750 fue llamado a Dresde, Sajonia, donde fue contratado por el Elector de Sajonia y rey de Polonia, Federico Augusto; tras la muerte de este, marchó a Viena y luego a Varsovia. Allí conoció y trabajó junto al pintor italiano en Dresde, Viena y Varsovia, Bernardo Bellotto. Durante los primeros años de Bacciarelli en Varsovia, el joven Alexander Kucharsky comenzó a formarse como pintor en su taller. Otro alumno destacado de Bacciarelli fue Kazimierz Wojniakowski. Dirigió la nueva institución de la Academia de Artes de Varsovia. Pintó un conjunto de reyes polacos, desde Boleslao I el Bravo en adelante. El retrato de Estanislao II (Stanisław August Poniatowski) fue grabado por A. de Marcenay de Ghuy, Küstner y A. Fogg. Bacciarelli pintó escenas de la Historia de Polonia. Se encuentra enterrado en la catedral de San Juan de Varsovia, ciudad en la que falleció.

Estanislao II Poniatowski (1732 - 1798), último rey electo de Polonia, obra de Marcello Bacciarelli

Una serie de pinturas suyas se realizaron para el rey Estanislao II y se encuentran en el Castillo Real en Varsovia. Entre ellas se encuentran:
- Fuerza, Razón, Fe y Justicia, en la Vieja Cámara de Audiencias.
- El florecimiento de las artes, las ciencias, la agricultura y el comercio en el techo de la Vieja Cámara de Audiencias.
- Rebeca y Eliacer en el Dormitorio del Rey.
- Ester y Asuero en el Dormitorio del Rey.